# Patrick Cargill
Pour les articles homonymes, voir Cargill (homonymie).
Patrick Cargill est un acteur anglais, né à Londres (Angleterre) le 3 juin 1918, décédé à Richmond (District du Grand Londres) le 23 mai 1996.
Après une carrière militaire, il débute au théâtre à Londres en 1953 et se produira sur les scènes britanniques jusqu'en 1995 (dans des pièces et une comédie musicale), principalement comme acteur ; il sera également le coauteur d'une pièce créée en 1956, Ring for Catty.
Au cinéma, il apparaît de 1953 à 1977, et à la télévision, dans des séries et téléfilms, de 1957 à 1990. Mentionnons sa participation au deuxième film des Beatles en 1965, Help!, et à deux épisodes (dans l'un, comme Numéro deux) de la série-culte Le Prisonnier.

## Filmographie partielle

### au cinéma
- 1953 : La Rose et l'Épée (The Sword and the Rose) de Ken Annakin
- 1957 : Le Tour du monde en 80 jours (Around the World in 80 Days) de Michael Anderson (non crédité)
- 1965 : Help! de Richard Lester
- 1967 : La Comtesse de Hong-Kong (A Countess from Hong Kong) de Charlie Chaplin
- 1968 : L'Infaillible Inspecteur Clouseau (Inspector Clouseau) de Bud Yorkin
- 1968 : Les requins volent bas (Hammerhead)

### à la télévision
- 1965-1967 : Première série de Chapeau melon et bottes de cuir (The Avengers) :
  - Saison 4, Épisode 7, Cœur à cœur (The Murder Market, 1965) de Peter Graham Scott:Lovejoy
  - Saison 5, Épisode 2, Les Marchands de peur (The Fear Merchants, 1967) de Gordon Flemyng:Pemberton
- 1967 : Série Le Prisonnier (The Prisoner), Épisode 7, Le Retour (Many Happy Returns) de Joseph Serf et Épisode 10, Le Marteau et l'Enclume (Hammer into Anvil) de Pat Jackson
- 1967 : Série L'Homme à la valise (Man in the Suitcase), Épisode 5, Find the Lady

## Théâtre (sélection)
(comme acteur)
- 1956-1957 : Starlight de  Michael Clayton Hutton, avec Fay Compton (à Bath)
- 1961-1962 : Boeing-boeing (Boeing Boeing) de Marc Camoletti (à Londres)
- 1977-1978 : Le Limier (Sleuth) d'Anthony Shaffer (à Londres) (adaptée au cinéma par l'auteur en 1972)
- 1980-1981 : Black Coffee d'Agatha Christie (à Bath)
- 1984-1985 : After the Ball is over de William Douglas Home, avec Anthony Quayle (à Bath et Londres)
- 1985-1986 : When we are married de J.B. Priestley (à Bath)
- 1986 : Le Forum en folie (A Funny Thing Happened on the Way to the Forum), comédie musicale, musique et lyrics de Stephen Sondheim, livret de Burt Shevelove et Larry Gelbart (à Londres et au Festival du Théâtre (en) de Chichester) (adaptée au cinéma en 1966)
- 1991-1992 : Charley's Aunt de Brandon Thomas (à Bath)
- 1994-1995 : Silence en coulisses (Noise Off) de Michael Frayn (à Bath)

(comme auteur)
- 1956 : Ring for Catty, en collaboration avec Jack Beale) (à Bristol et Bath)
- 1996 : Tromper n'est pas jouer !, créée le 15 juin 1996 au Théâtre Saint-Georges, à Paris.